# 農業部林業及自然保育署阿里山林業鐵路及文化資產管理處
農業部林業及自然保育署阿里山林業鐵路及文化資產管理處（簡稱林鐵及文資處）為中華民國農業部林業及自然保育署的附屬機關，2018年7月1日接管臺灣鐵路管理局阿里山森林鐵路管理處而成立，主管阿里山林業鐵路之營運事宜。

## 歷史
日治末期，阿里山林業鐵路由「臺灣拓殖株式會社林業部嘉義出張所」經營，嘉義出張所設有鐵道課，下設工務係、運轉係、運輸係（「係」相當於「股」）負責林業鐵路之運輸、運轉、設備及其他鐵路相關事項。另臺灣拓殖株式會社之總社則在林業部下設有內部單位「鐵道課」，綜理包含阿里山林鐵在內等臺拓會社所屬各林業鐵路事宜，鐵道課下設鐵道係、工建係、機電係，分別辦理運務及運轉信號、線路設計及工程建物之建設改良、車輛相關及電氣電信設施。
1945年二戰戰後，臺灣省行政長官公署接收臺灣拓殖株式會社，並設「臺灣省行政長官公署工礦處農林處監理臺灣拓殖株式會社委員會」監理相關接收事宜；1946年3月，臺拓會社及監理委員會改組，「臺灣拓殖株式會社林業部嘉義出張所」改制為「臺灣省拓殖株式會社接收委員會林業部嘉義出張所」，鐵道課等單位維持戰前之編制運作。同年接收委員會結束接收工作後，移交給林務局由其下轄負責接收林業日產的「林產管理委員會」管轄，嘉義出張所改以「阿里山林場」成為其轄下單位。
臺灣省行政長官公署農林處林務局於1945年12月成立之際，將全臺劃為10個林政區域，設置臺北、羅東、新竹、臺中、埔里、嘉義、臺南、高雄、臺東、花蓮等山林管理所，另設4個模範林場（原日本多所大學之演習林，後移撥為台大、興大實驗林）。1946年9月林務局所屬「林產管理委員會」成立，陸續接收林業日產，管理阿里山林場、八仙山林場、太平山林場（含太平山、大元山、太魯閣三分場）、竹東林場（含鹿場山、香杉山二分場）、巒大山林場（含巒大山、望鄉山二分場）等5座伐木林場及其林業鐵路，另轄有台北製材工廠；臺拓林業部嘉義出張所由林務局接收後，以「阿里山林場」為名，隸屬林務局林產管理委員會第一組（第一組為接管日治時期原臺拓株式會社林業部）管轄，全銜為「臺灣省行政長官公署農林處林務局林產管理委員會第一組阿里山林場」。
1947年6月16日，臺灣省行政長官公署農林處林務局改制為臺灣省政府農林處林產管理局，並整合原本局所屬10個山林管理所、4個模範林場，以及原林產管理委員會所屬阿里山、太平山、八仙山、竹東、巒大山、太魯閣林場等6座林場，以及台北製材工廠，納為林產管理局直屬單位；阿里山林場全銜改稱為「臺灣省政府農林處林產管理局阿里山林場」，林業鐵路由辦理木材運輸業務的運輸課負責。1947年9月5日，10個山林管理所由林產管理局所屬改為直隸省政府農林處，1948年6月又改制回林產管理局所屬；1949年6月改制為地方政府所屬，並依地方政府行政區域整併為7所；1950年10月改制回林產管理局所屬，共7處山林管理所。
1949年12月，林產管理局阿里山林場的上級機關－臺灣省政府農林處改制為臺灣省政府農林廳，阿里山林場全銜改稱為「臺灣省政府農林廳林產管理局阿里山林場」。
1960年2月，全台林務機構改制，林產管理局改制為林務局，其所屬之阿里山林場與臺南山林管理所，合併改制成為「臺灣省政府農林廳林務局玉山林區管理處」；玉山林區管理處管轄的阿里山森林鐵路，職務分屬管理處之運材課（下設運務股及業務股）、工務課（下設土木股、機電股及材料股），其中運材課後改稱運務課，下設業務股、機務股；運務課直轄15個車站、3座車庫，工務課直轄3個監工區、1座修理工廠及其他林道相關工務事宜。
1989年7月1日，配合玉山林區管理處與楠濃林區管理處一部份合併更名，改為「臺灣省政府農林廳林務局嘉義林區管理處」；嘉義林區管理處下設森林鐵路管理課，管理阿里山森林鐵路業務，並設運務、機務、土木、材料四股。
1999年配合精省作業，臺灣省政府農林廳林務局嘉義林區管理處改制為「行政院農業委員會林務局嘉義林區管理處」，嘉義林區管理處下設森林鐵路管理課。
2006年林務局辦理阿里山森林鐵路民間投資經營，遂改由宏都阿里山公司營運，直至2010年林務局收回阿里山森林鐵路營運權。
2014年1月28日，林務局將阿里山森鐵委由臺灣鐵路管理局經營，「臺灣鐵路管理局阿里山森林鐵路管理處」正式營運。
2017年6月15日，行政院核定阿里山森林鐵路於2018年7月回歸林務局。
2018年6月5日，行政院農業委員會發布《行政院農業委員會林務局阿里山林業鐵路及文化資產管理處暫行組織規程》與《行政院農業委員會林務局阿里山林業鐵路及文化資產管理處編制表》。2018年6月27日，林務局於嘉義召開說明會，強調阿里山森林鐵路回歸林務局後員工待遇「不會低於、只會優於台鐵局」，移撥至林鐵及文資處的從業人員，本薪最高將從原本的新台幣48,840元提高到51,800元，另職務薪最高將從3,980元調高到4,495元；加上原本就有的年終獎金、春節疏運獎金、安全獎金、乘務旅費、危險職務津貼、僻地津貼之外，另新增績效獎金。此外，新進人員晉級至184薪點所需時間，將從7年縮短為4年。至於林務局原先規劃的不休假獎金，將依員工要求改為國民旅遊卡；原先規劃只有考績甲等可晉級、發給獎金，也應員工要求，比照台鐵森鐵處現制，考績甲、乙等都可晉級，發給獎金。
2018年7月1日，阿里山森林鐵路回歸林務局並更名為阿里山林業鐵路，林務局同時成立「行政院農業委員會林務局阿里山林業鐵路及文化資產管理處」。
2019年7月，文化部文化資產局依《文化資產保存法》，將阿里山林業鐵路以「阿里山林業曁鐵道文化景觀」公告登錄為重要文化景觀，為臺灣第一個重要文化景觀。
2019年12月25日，阿里山林業鐵路及文化資產管理處由嘉義車庫園區修理工廠二樓（嘉義市東區林森西路2號）遷至法務部調查局嘉義市調查站原址（1982年興建，嘉義市東區文化路308號）。
2021年9月3日，阿里山林業鐵路及文化資產管理處成立3周年，發表新版視覺識別系統。阿里山林業鐵路及文化資產管理處新版標誌，線條靈感源於隨著火車行駛而變化的窗景，所見的高山、雲海與飛鳥，吸引民眾目光；另一方面，透過阿里山林業鐵路經典款紅色機關車頭外型，隱藏環抱高山、雲海及飛鳥，展現守護林業文化與鐵路沿線生態決心。

## 職掌
依據《農業部林業及自然保育署阿里山林業鐵路及文化資產管理處組織規程》第2條規定，掌理下列事項：
1. 阿里山林業鐵路與文化資產之調查、整理、教育、研究、推廣、保存及活用。
2. 阿里山林業鐵路與文化資產評估、整合及再發展。
3. 阿里山林業鐵路國內外觀光事務之規劃、輔導、宣傳、行銷及推動。
4. 阿里山林業鐵路與文化資產之國際合作及交流。
5. 阿里山林業文化園區、阿里山林業鐵路與其沿線各車站相關設施設備之管理及維護。
6. 阿里山林業鐵路客貨運經營、附屬事業管理，與有關營業設施之擬議、設計、調查及執行。
7. 阿里山林業鐵路行車、運轉、車輛調度、車站設置調整，與有關運輸設備、保安之擬議、設計及執行。
8. 阿里山林業鐵路橋梁、隧道、路線、工程、建築等管理之擬議、設計及執行。
9. 阿里山林業鐵路動力車、客貨車運用計畫，車輛設備、電訊、照明、號誌、電力、電務設施之擬議、設計及執行。
10. 其他有關阿里山林業鐵路及文化資產管理事項。

## 組織架構
該管理處下設4科、4室等8個單位，管理阿里山林業鐵路中的25個車站、3個監工區、1個修理工廠與2個車庫：
科
- 綜合企劃科
- 鐵路服務科
- 鐵路維護科
- 車輛養護科

室
- 秘書室
- 人事室
- 主計室
- 政風室

鐵路服務科（有人站10個）
- 嘉義站
- 北門站
- 竹崎站
- 交力坪站
- 奮起湖站
- 二萬平站
- 神木站
- 阿里山站
- 沼平站
- 祝山站

鐵路維護科（3個）
- 竹崎監工區
- 奮起湖監工區
- 阿里山監工區

車輛養護科（3個）
- 修理工廠
- 嘉義車庫
- 阿里山車庫

## 外部連結
- 農業部林業及自然保育署阿里山林業鐵路及文化資產管理處 （页面存档备份，存于）